# Chiquinha Gonzaga (série télévisée)
Chiquinha Gonzaga est un feuilleton télévisé brésilien en 30 épisodes de 50 minutes, écrit par Lauro César Muniz d'après la vie Chiquinha Gonzaga, et diffusé au Brésil entre le 12 janvier et le 19 mars 1999 sur le réseau Globo. En France, le feuilleton a été diffusé du 24 juillet au 1er septembre 2000 sur France 2.

## Synopsis
La série a une narration de récit à tiroirs. En effet, elle est une succession de souvenirs de Chiquinha Gonzaga, lorsqu'elle assiste, vers la fin de sa vie, à la représentation de sa biographie au théâtre.
Francisca Edwiges Neves Gonzaga, dite Chiquinha Gonzaga, est la fille d'un militaire de carrière, homme blanc issu d'une famille aisée, et de Rosa Maria de Lime, une femme métisse pauvre. Chiquinha Gonzaga a reçu comme toute fille de militaire une éducation de qualité, mais parmi tout ce qu'on lui enseignait, elle adorait par-dessus tout la musique et excellait au piano.
Bien qu'on l'ait formée pour devenir une dame, Chiquinha Gonzaga était une rêveuse rebelle, qui rejetait le rôle auquel la société brésilienne du XIXe siècle conditionnait les femmes.
À 15 ans, Chiquinha Gonzaga tomba amoureuse d'un homme beaucoup plus âgé à réputation sulfureuse, nommé Jean-Baptiste. Mais son père voulait l'élever au rang de dame en la mariant à Jacinto, jeune homme de sang noble et immensément riche qui était destiné à faire carrière dans la marine. Il possédait d'ailleurs son propre vaisseau de guerre. Chiquinha Gonzaga refusait catégoriquement ce mariage et ses parents l'envoyèrent se faire corriger dans un couvent.
Mais elle apprit que Jean-Baptiste avait une amante, Suzette, danseuse à Alcazar, un grand cabaret de Rio de Janeiro. Le cœur brisé, elle se résolut à tourner la page, en se mariant par dépit avec Jacinto. 
Mais sa vie de femme mariée n'était guère plus heureuse. Son mari exigeait d'elle qu'elle se comportât comme tout autre dame: elle devait servir son mari et lui obéir, rester cloîtrée chez elle, lui donner des enfants... Chiquinha Gonzaga se réfugia dans la musique avec le piano que son père lui avait offert. Elle était attirée par la musique africaine, fréquentait des nègres et voyait Jean-Baptiste.
Après maintes disputes, le couple vécut paisiblement pendant un certain temps: enceinte de son premier enfant, Chiquinha Gonzaga promit à son mari d'être une dame comme il fallait, en échange de quoi Jacinto fit affranchir un jeune esclave nègre qu'elle protégeait. Chiquinha Gonzaga se réfugiait encore plus dans la musique, jouant sans cesse du piano à chaque fois qu'elle devait se faire violence pour obéir à son mari.
Un soir, alors qu'elle jouait frénétiquement au piano pour protester contre Jacinto qui voulait partir en guerre en emmenant sa femme et leur fils Jean-Alberto, son mari abattit violemment le couvercle du clavier sur ses doigts et revendit le piano. Malgré plusieurs tentatives et aidée par un esclave et ses amis, Chiquinha Gonzaga et son fils suivirent Jacinto sur son vaisseau en laissant leur nouveau-née, Maria, chez les parents de Chiquinha. Un subalterne de Jacinto tomba amoureux de Chiquinha Gonzaga et lui proposa de l'aider à s'évader, mais Jacinto intercepta Chiquinha et la viola.
Jacinto finit par laisser sa femme partir avec leur fils et l'esclave qui les accompagnait lorsqu'un jour, il risquait de perdre une bataille particulièrement difficile. De retour à Rio de Janeiro, Chiquinha Gonzaga refusa de rentrer à la maison de son mari et se réfugia chez ses amis nègres. Apprenant qu'elle était à nouveau enceinte, elle renonça à l'avortement et s'installa dans le grenier d'une maison en ville.
Son père la renia, lui retira sa fille et interdit Rosa de la recevoir. Jacinto, de retour à Rio de Janeiro, resta sans nouvelle de sa femme, jusqu'au jour où Chiquinha Gonzaga accouchait de leur enfant. Comme l'enfant était de travers et Chiquinha réclamait sa mère, on alla finalement chercher son mari. Elle divorça en lui laissant leur dernier-né, Ilario, et épousa Jean-Baptiste.
Mais lorsqu'elle eut une fille, Alice, avec Jean-Baptiste, elle le surprit en flagrant délit d'adultère et repartit aussitôt avec Jean-Alberto à Rio de Janeiro, en laissant une nouvelle fois son bébé sur les supplications Jean-Baptiste. Chiquinha Gonzaga connut la misère: elle n'avait ni mari ni père pour subvenir à ses besoins et partout on refusait lui offrir un emploi en raison de son sexe. Pour la soulager, Jean-Alberto décida de retourner vivre chez son père. 
Mais Jacinto était ruiné et devait quitter sa splendide demeure qu'il avait dû vendre. Néanmoins, il accepta de garder son fils aîné. Chiquinha Gonzaga, désespérée après avoir vainement supplier son fils de revenir, errait dans la rue, lorsqu'elle aperçut Jean-Alberto en train de boire du lait d'une vache qu'on était en train de traire. Folle de joie, elle versa le lait sur son fils et la "flip flap" des gouttes lui inspira une mélodie à laquelle elle donna le nom d'"Atraente" ("Attirance"). Elle la publia et le succès fut immédiat. On lui proposa immédiatement d'être pianiste dans un salon. Ainsi commença son extraordinaire carrière de musicienne-compositrice. Elle finit par être un véritable idole et devint la première femme chef d'orchestre du Brésil.
Tout au long de sa vie professionnelle, on assiste à l'évolution de sa vie sentimentale, de sa vie de mère, de la vie de ses enfants, de ses amis et de ses voisins, ainsi que celle de la société brésilienne, comme entre autres l'abolition de l'esclavage et la fin de la monarchie.

## Distribution
- Gabriela Duarte : Chiquinha Gonzaga (jeune fille puis jeune femme)
- Regina Duarte : Chiquinha Gonzaga (âge mûr puis vieillesse)